# Catskill Mountains
Catskill Mountains er et bjergområde i USA, i den sydøstlige del af delstaten New York, der hører til Appalacherne. Det består egentlig af et plateau som er dybt nedskåret og eroderet, i øst afgrænset af Hudson-dalen. Højeste top er Slide Mountain (1281 moh.), vest for Kingston. Bjergene er dækket af tæt blandingsskov, og er et populært ferie- og udflugtområde. En række kunstige reservoirer indgår i vandforsyningen til New York.